# توپاک آماروی دوم

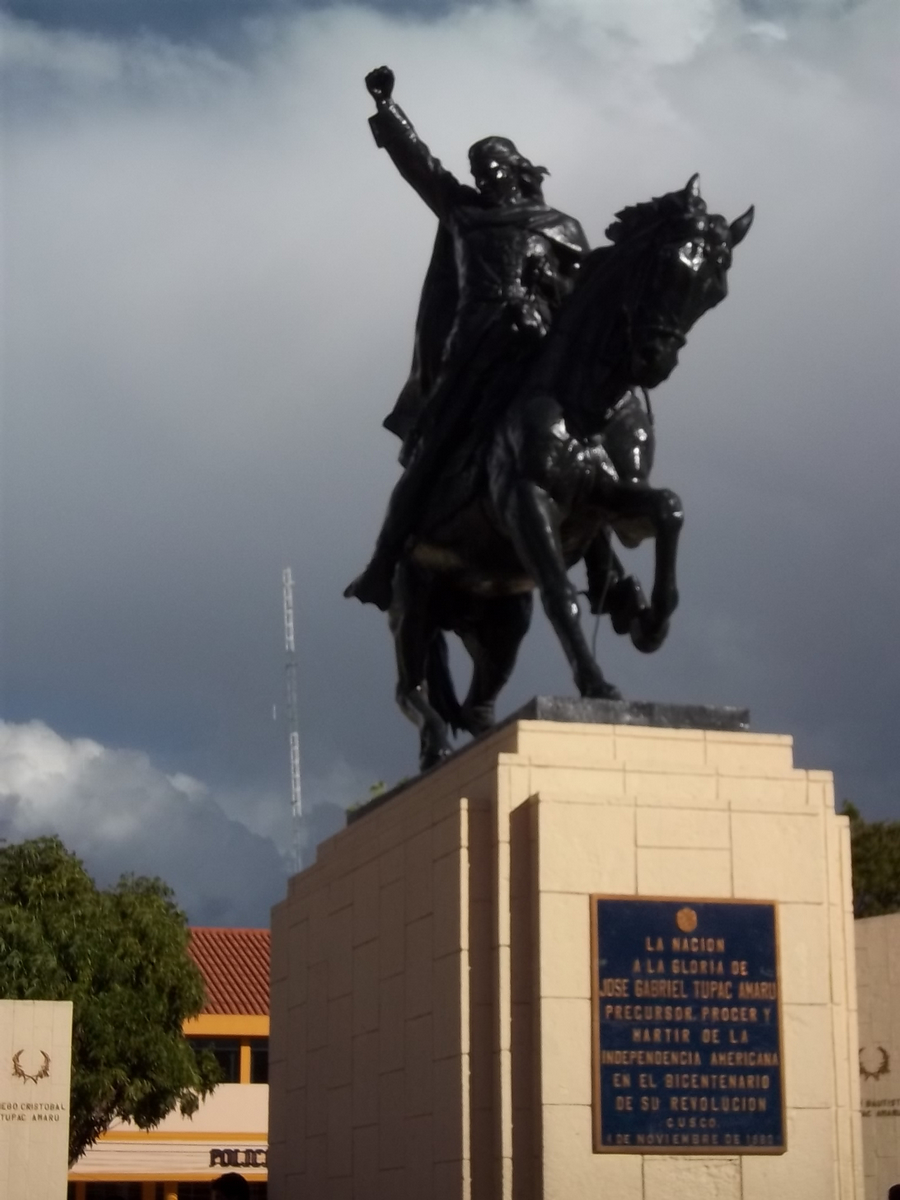
بنای یادبود در کوسکو، به احترام خوزه گابریل توپاک آمارو، در میدانی به همین نام

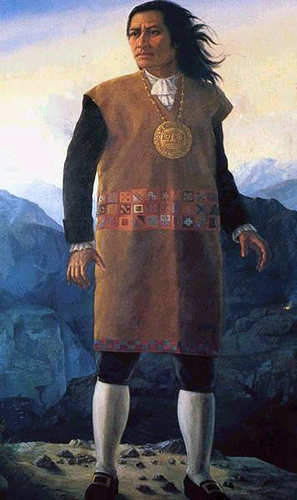
توپاک آماروی دوم

خوزه گابریل توپاک آمارو (۱۰ مارس ۱۷۳۸–۱۸ مه ۱۷۸۱) معروف به توپاک آماروی دوم رهبر یک قیام بزرگ علیه اسپانیایی‌ها در قرن هجدهم در پرو بود. وی در مبارزات پرو برای استقلال و جنبش حقوق بومی جنگید و پس از آن به شخصیتی اسطوره ای تبدیل شد.

## زندگی‌نامه
توپاک آماروی دوم بین روزهای ۸ و ۲۴ مارس ۱۷۳۸ در سوریمانا تونگاسوکا، در منطقه کوزکو با نام خوزه گابریل کوندورکانکی نوگوئرا متولد شد. پدرش میگل کوندورکانکی اوسکیونسا، کوراکا (رئیس جامعه) سه شهر در منطقه تینتا و مادرش ماریا روزا نوگوئرا بود. او در اول ماه مه، توسط سانتیاگو خوزه لوپز در کلیسایی در تونگاسوکا غسل تعمید شد. پیش از مرگ پدر، آمارو دوم کودکی خود را در دره ویلکامایو گذراند. او پدرش را در کارهای اجتماعی مانند معبد، بازار و حرکات دست‌جمعی همراهی می‌کرد.
توپاک دوازده ساله بود که والدینش درگذشتند و او توسط عمه و عمویش بزرگ شد. در شانزده سالگی، وی تحصیلات انجمن عیسی را در مدرسه سانفرانسیسکو دو بورخا، که برای آموزش فرزندان کوراکاها تأسیس شده بود، فرا گرفت. پیروان این مذهب «جایگاه اجتماعی خود را به عنوان کوراکای آینده و کسانی که خون سلطنتی اینکا دارند تعریف می‌کردند.»
در بیست و دو سالگی، توپاک آمورو دوم با میکائلا باستیداس ازدواج کرد. اندکی پس از ازدواج، آمارو دوم جانشین پدرش به عنوان کوراکا شد و به او حق زمین داده شد. مانند پدرش وی هم رئیس چندین جامعه کچوا بود و هم یک بازرگان و حشم‌دار، او ۳۵۰ قاطر از املاک پدرش به ارث برد. تجارت منطقه‌ای باعث برقراری ارتباط او در بسیاری از جوامع بومی دیگر و دسترسی به اطلاعات در مورد شرایط اقتصادی شد. تماس‌های شخصی و دانش وی از منطقه در شورش ۸۱–۱۷۸۰ مفید بود.
محققان دربارهٔ جایگاه وی در سلسله مراتب نژادی استعمار اسپانیا بحث کرده‌اند. خواه او از خون خالص بومی باشد یا از نژاد مخلوط، گرچه مادرش به احتمال زیاد نسب اسپانیایی نسبی داشت. وی از خانواده کوراکا به عنوان یک نخبه کچوایی شناخته شد. در مدرسه‌ای در کوزکو، که برای فرزندان رهبران بومی است، تحصیل کرد. او به زبان کچوا و اسپانیایی صحبت می‌کرد و زبان لاتین را از مذهب خود یادگرفت. او از نظر اجتماعی تحرک بالایی داشت و در کوزکو با ساکنان برجسته اسپانیایی و اسپانیایی-آمریکایی (کرئول) ارتباط داشت. هر ریشه‌ای که در نژاد اروپایی داشته باشد، طبقات بالا در لیما او را به عنوان یک سرخ‌پوست باسواد می‌دیدند.
بین سال‌های ۱۷۷۶ و ۱۷۸۰ کاندورکانکوئی در مورد حق جانشینی روی مارکیسات اروپسات با خانواده بیتانکور وارد یک دعوای حقوقی شد و آن را باخت. در سال ۱۷۶۰، با میکائلا باستیداس پویوکاهوا از نژاد آفریقایی-پرویی و بومی ازدواج کرد. توپاک آمارو دوم ریاست جامعه تونگا سوکا و پام پامارکا را از برادر بزرگترش به ارث برد. این در واقع از طرف حاکم اسپانیایی به عنوان فرماندار منطقه حساب می‌شد.

## فرماندار و استثمار بومیان
اگرچه سیستم کار قیمومت اسپانیا، یا انکومیاندا، در سال ۱۷۲۰ لغو شده بود، یک هفتم جمعیت ساکن در جوامع بومی (pueblos the indios) و همچنین کارگران بومی دائمی در آن زمان که در منطقه آند واقع در اکوادور و بولیوی زندگی می‌کردند، که نه دهم جمعیت را تشکیل می‌داد، برای آنچه که از نظر قانونی به عنوان پروژه‌های کار عمومی نامگذاری شده بودند، همچنان به بیگاری کشانده شدند. تغییر از وضعیت کار اجباری به سیستم بکار گرفتن تحت حمایت و کنترل دولت، نیروی کار بومی را در دست دولت محلی و نه در درآمد فردی قرارداد. بیشتر افراد بومی تحت نظارت یک ارباب کار می‌کردند. آن‌ها یا زمین را شخم می‌زدند، یا در کار استخراج بودند، یا در کارخانه‌های نساجی کار می‌کردند. همان دستمزد اندکی که توسط کارگران به‌دست می‌آمد تحت مالیات سنگین قرار می‌گرفت و صرف بدهی‌های بومیان به اربابان اسپانیایی می‌شد. کلیسای کاتولیک روم نیز در اخاذی این بومیان از طریق جمع‌آوری پول برای مقدسین، مراسم عشا برای مردگان، کارهای محلی و منطقه‌ای در روزهای خاص، هدایای اجباری و غیره نقش داشت. کسانی هم که در کار اجباری شاغل نبودند، باز هم تحت سلطه فرماندار محلی اسپانیا یا corregidores، بودند. آن‌ها می‌بایست برای خرید کالاها مالیات سنگین می‌پرداختند و لذا آنها نیز در وضعیت بی‌ثباتی مالی قرار می‌گرفتند.
علاوه بر این، در اواسط قرن ۱۸ استخراج معادن تشدید شد و بار بیشتر و بیشتر بر دوش کارگران محلی، که به آنها میتا می‌گفتند، گذاشته شد. درحالی‌که استخراج معادن منطقه پوتوسی پیش از این نیز کاری خطرناک و طاقت فرسا بود اما گاه مهاجرت اجباری کارگران بومی و حتی خانواده‌های آنها برای کار در پوتوسی وجود داشت. کار استخراج بیشتر می‌شد حتی اگر هیچ رگه جدیدی از سنگ معدن کشف نشده باشد. چنین بود که بسیاری از مناطق شورشی آینده، در اطراف پوتوسی و منطقه معدن قرار داشتند.
علاقه کوندورکانکی به موضوع بومیان آمریکا با بازخوانی یکی از تفسیرهای سلطنتی اینکاها ایجاد شده بود. روایتی عاشقانه و قهرمانانه از تاریخ و فرهنگ اینکاهای باستان. این کتاب در آن زمان توسط نایب‌السلطنه لیما غیرقانونی اعلام شد زیرا ترس آن بود که باعث ایجاد علاقه مجدد به فرهنگ از دست رفته امپراتوری اینکا و تحریک شورش شود.
غرور بومی مارکیز، همراه با نفرت از سیستم استعماری اسپانیا، باعث همدردی او شد و مرتباً خواستار بهبود وضعیت کارگران بومی در کارخانه‌ها، مزارع و معادن شد. او حتی از ثروت خود برای کمک به کاهش مالیات و فشار بر روی بومیان استفاده کرد. پس از آنکه بسیاری از درخواست‌های او برای بهبود شرایط بومی‌ها در گوش‌های کر مؤثر نیفتاد، کوندورکانکی تصمیم گرفت تا به سازماندهی شورش بپردازد. او شروع به متوقف کردن جمع‌آوری بدهی‌های متقابل و پرداخت خراج کرد، که به این سبب آنتونیو د آریاژ، فرماندار محلی اسپانیا، او را به مرگ تهدید کرد. کوندورکانکی اسمش را به توپاک آمارو دوم تغییر داد و ادعا نمود که از تبار آخرین حاکم اینکا، توپاک آمارو می‌باشد.

## شورش

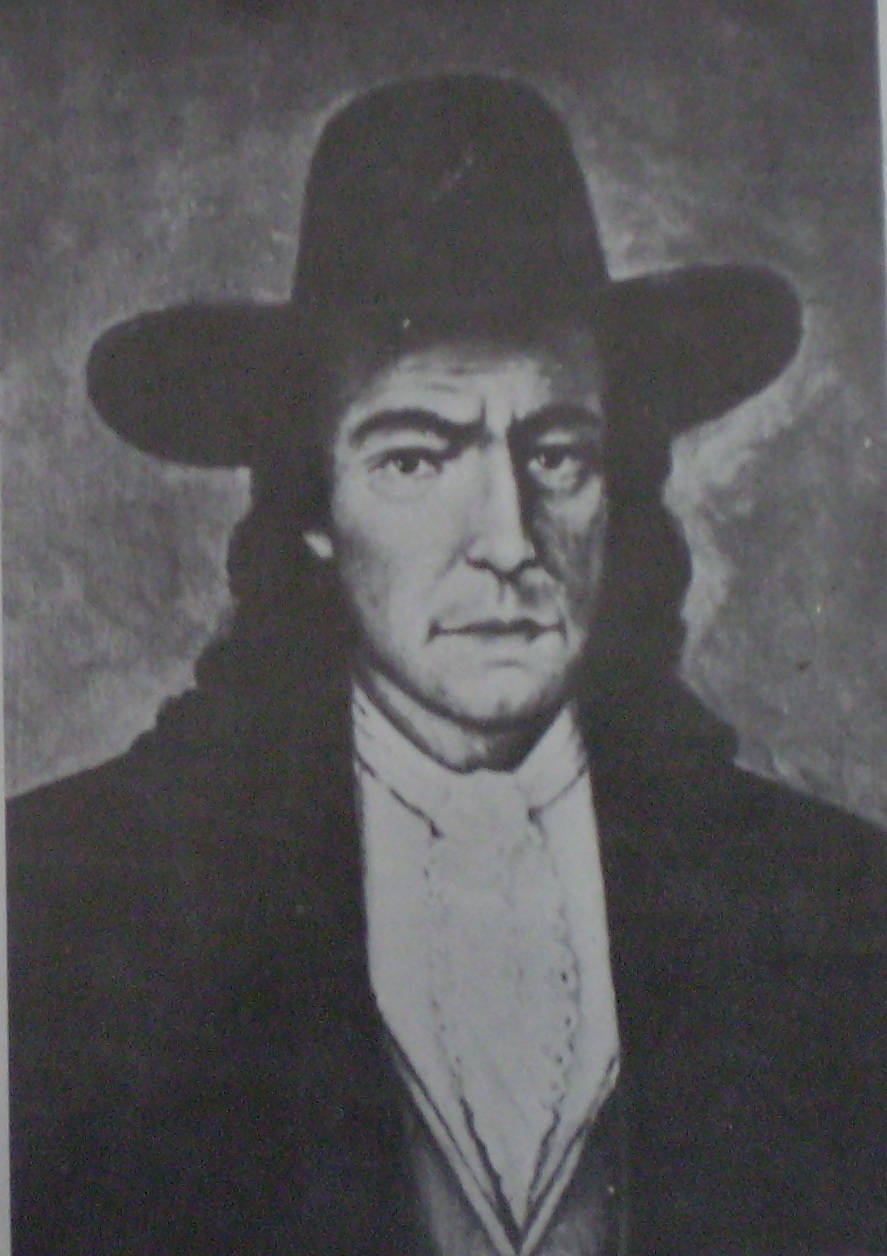
توپاک آماروی دوم

شورش توپاک آمارو یک جنبش احیای اینکا بود و به دنبال بهبود حقوق بومی‌های پرویی بود که تحت اصلاحات بوربن اسپانیا رنج می‌بردند. این شورش یکی از بسیاری از قیام‌های بومی‌های پرو در نیمه آخر قرن هجدهم بود. این قیام با اسیر گرفتن و سپس کشتن شهردار منطقه تینتا و فرماندار آنتونیو دو آریاگا، در ضیافتی که توپاک آماروی دوم و فرماندار آریاگا هر دو حضور داشتند، در ۴ نوامبر ۱۷۸۰ آغاز شد.
علت اصلی این شورش در نارضایتی‌های ناشی از یک سری اصلاحات مدرنیزه بود که توسط دولت استعماری سلطنت  دودمان بوربون در اسپانیا تحت چارلز سوم (۸۸–۱۷۵۹) اجرا شد، این اصلاحات شامل متمرکز کردن کنترل اداری و اقتصادی و کنترل مالیات بود که مالیات و بار سنگین‌تری بر دوش اقوام سرخپوست و همچنین کریول می‌گذاشت. کانون این نارضایتی‌ها نماینده اصلی اسپانیای سلطنتی در پرو، ژنرال خوزه آنتونیو آرچه بود.
از نظر ایدئولوژیک، شورش پیچیده بود. از یکطرف از مقامات اسپانیایی خواهان تغییر و اصلاحات در ساختار حکومت استعمار بود که اغلب به نام شخص پادشاه صحبت می‌کرد. از طرف دیگر، خواهان سرنگونی حاکمیت اروپایی و چیزی مانند ابقای همان امپراتوری اینکای قبل از ورود اسپانیا بود. ادعای توپاک آمارو مبنی بر اینکه خود را از تبار اینکا می‌نامید امکان برآمدن یک دولت اریستوکرات همانند نویسندگان مستیزوی قرن شانزدهم را تداعی می‌کرد. آنچه شاعر گارسیلاسو دو لا وگا می‌گفت که اینکاها را در حاکمیت با اشراف اسپانیا شریک می‌دانست.
اما در این شورش عناصر نیرومند هزاره‌گرا، طرفدار ژاکوبن‌ها و حتی طرفداران کمونیسم نیز وجود داشتند. به‌طور عمده، سربازان ارتش‌های توپاماریست، دهقانان فقیر سرخپوست، صنعتگران و زنان بودند، که شورش را نه فقط یک مسئله اصلاحات یا تقسیم قدرت، بلکه آن را به عنوان فرصتی برای «وارونه ساختن جهان» می‌دیدند. احیای امپراتوری اینکا برای آنها به معنای امکان داشتن یک جامعه برابری بر اساس سیستم اشتراک کشاورزی اینکا بود، مانند خاندان آیلو و بدون تبعیض نژادی و فقیر و ثروتمند، بدون کار اجباری در مزارع، معادن و کارخانه‌ها، به‌ویژه بدون وضعیت وحشتناکی که آن روزها در کارخانه‌های نساجی بود.'
هنگامی که آریاگا در حال مستی محلی را ترک کرد، توپاک آمارو دوم و چند تن از متحدانش او را اسیر کردند. آنها او را مجبور به نوشتن نامه به تعداد زیادی از اسپانیایی‌ها و کوراکاها کردند. وقتی حدود ۲۰۰ نفر از آنها ظرف چند روز آینده جمع شدند، توپاک آمارو با تقریباً ۴۰۰۰ بومی آنها را محاصره کرد. او وانمود کرد که تحت فرمان مستقیم پادشاه اسپانیا عمل می‌کند، آمارو به برده آریاگا، آنتونیو اوبلیتاس، امتیاز اعدام ارباب خود را داد. سکویی در وسط میدان شهر محلی احداث شد. اما تلاش اولیه برای به دار آویختن فرماندار با قفل شدن طناب شکست خورد. آریاگا سپس برای نجات جان خود شروع به دویدن کرد و سعی کرد خود را به کلیسایی در آن نزدیکی برساند، اما بقدر کافی برای فرار سریع نبود. در تلاش دوم او با موفقیت به دار آویخته شد.
پس از اعدام آریاگا، آمارو دوم به قیام خود ادامه داد. در اولین اطلاعیه‌ای که انتشار داد نوشت: «اعتراضات مکرر توسط مردم بومی این استان و استان‌های اطراف به من رسیده‌است، اعتراض علیه سوء استفاده‌های مقامات اروپایی اسپانیا… اعتراضات برحقی که هیچ پاسخ و حلی از دربار سلطنتی دریافت نکرده‌است». او در همان اطلاعیه ادامه داد، «من … فقط در برابر سوء استفاده‌های ذکر شده و برای حفظ صلح و رفاه سرخپوستان، مستیزوها، مامبوها، همچنین سفیدپوستان و سیاه پوستان متولد بومی اقدام کرده‌ام. اکنون باید برای پیامدهای این اقدامات آماده شوم.» توپاک آمارو دوم سپس سریعاً ارتش ۶۰۰۰ نفره بومی را جمع‌آوری کرد، آن‌ها که کار خود را رها کرده بودند تا به شورش بپیوندند. شورشیان در مسیر حرکت خود به سمت کوزکو استان‌های کوئیسپیکانچیس، تینتا، کوتابامباس، کالکا و چومبیویلکاس را اشغال کردند. شورشیان خانه‌های اسپانیایی‌ها را غارت کرده و ساکنان آن‌ها را کشتند. این جنبش کاملاً ضد سلطنتی بود، زیرا پس از رسیدن به هر شهری شورشیان اتوریته اسپانیایی را برمی‌انداختند.
«زنان نیز، همچون مردان، از این بی‌عدالتی‌ها تأثیر پذیرفتند.» در واقع، همسر توپاک آمارو دوم، میکائلا باستیداس، فرماندهی یک گردان شورشیان را بر عهده داشت و مسئول قیام در منطقه سن فیلیپه د تونگاسوکا بود. همچنین معروف بود که او در مقایسه با توپاک آمارو معمولاً جسارت بیشتر دارد و استراتژیست برتری است. گفته می‌شود او شوهرش را به خاطر ضعف و خودداری از حمله غیرمنتظره علیه اسپانیایی‌ها در کوزکو، که می‌توانست مدافعان ضعیف شده شهر را غافلگیر کند، سرزنش کرد. به جای گوش دادن به همسرش توپاک آماروی دوم با محاصره این شهر زمان بسیار گرانبهایی را از دست داد. او به این امید بود که بتواند افراد بیشتری را برای ارتش خود جمع کند؛ بنابراین، تا زمانی که شورشیان به شهر حمله کردند، اسپانیایی‌ها نیروهای کمکی آورده بودند و توانستند قیام را کنترل و متوقف کنند. این منجر به اسارت توپاک آماروی دوم و میکائلا باستیداس و چندین نفر دیگر شد در حالی که شورشیان پراکنده شده بودند.
در طی یک مرحله از شورش، توپاک آمارو توانست کچوا زبانان را راضی کند که به او بپیوندند؛ لذا، تحت فرمان او، کچوا زبانان در کنار وی همراه با شورشیان آیمارا زبان از پونو در دریاچه تیتیکاکا و در سمت بولیوی این دریاچه جنگیدند. اما این اتحاد چندان دوام نیاورد و این باعث شد رهبر آیماراها ارتش خود را به تنهایی هدایت کند که در نهایت منجر به اسارت وی در اکتبر ۱۷۸۱ شد. شریک زندگی و فرمانده زن او، بارتولا سیسا، پس از دستگیری کنترل ارتش را به‌دست گرفت و برای مدت چند ماه، به‌طور شگفت‌انگیزی ۲۰۰۰ سرباز را فرماندهی کرد. بلافاصله پس از آن در اوایل سال ۱۷۸۲، ارتش اسپانیا شورشیان را در پرو و بولیوی شکست داد. طبق منابع جدید، از ۷۳ رهبر، ۳۲ نفرشان زن بودند که همگی را در خفا اعدام کردند.
در ۱۸ نوامبر ۱۷۸۰، کوسکو بیش از ۱۳۰۰ سرباز وفادار اسپانیایی و بومی را اعزام کرد. دو نیروی مخالف در شهر سنگارارا با هم درگیر شدند. این یک پیروزی مطلق برای آمارو دوم و شورشیان بومی او بود. همه ۵۷۸ سرباز اسپانیایی کشته شدند و شورشیان سلاح و تجهیزات آن‌ها را در اختیار گرفتند. اما این پیروزی با یک قیمت نیز همراه بود. نبرد نشان داد که آمارو دوم قادر به کنترل کامل پیروان شورشی خود نیست، آنطور که آنها، بدون داشتن دستور مستقیم، کشتار کردند. گزارش‌هایی که از چنین خشونت‌ها و اصرار شورشیان برای مرگ اسپانیایی‌ها بود هرگونه شانس پشتیبانی توسط بومی‌های اسپانیایی‌تبار را از بین برد. پیروزی به دست آمده در سنگارارا بعداً با یک رشته شکست همراه بود. بزرگترین شکست آمارو دوم در ناکامی او در تصرف کوسکو بود. ۴۰٬۰۰۰–۶۰٬۰۰۰ پیروان بومی وی از شهر مستحکم و در مقابل یک نیروی ترکیبی از سربازان بومی وفادار و نیروهای تقویتی که از لیما فرستاده شده بودند، عقب رانده شدند. «پس از عقب رانده شدن از پایتخت امپراتوری باستان اینکا و مرکز فکری استعمار پرو» آمارو و افرادش در حومه شهر به راهپیمایی پرداختند و تلاش کردند که بومیان دیگری را در جهت اهداف خود به خدمت بگیرند و نیروهای خود را تقویت کنند. اما درحالی‌که ارتش آمارو دوم بین دو شهر تینتا و سنگارارا محاصره شده بود، توسط دو افسر خود به او خیانت شد. خیانت سرهنگ ونتورا لانداتا و سروان فرانسیسکو کروز، منجر به دستگیری وی شد. وقتی اسیرکننده‌های آمارو در ازای وعده دادن تلاش کردند تا اسامی همدستان شورشی او را از وی بگیرند، آمارو دوم با طعنه پاسخ داد: «در اینجا غیر از من و شما هیچ همدستی وجود ندارد. تو به عنوان ستمگر، من به عنوان آزادکننده سزاوار مردن هستیم».

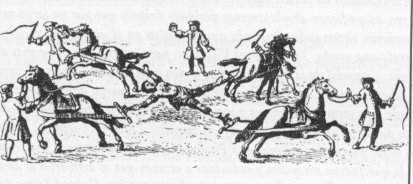
تلاش برای تکه‌تکه کردن توپاک آماروی دوم.

## اعدام
آمارو دوم به اعدام محکوم شد. او را مجبور کردند قبل از مرگ خودش، مرگ همسرش میکائلا باستیداس، پسر بزرگش هیپولیتو، عمویش فرانسیسکو آمارو، برادر همسرش آنتونیو باستیداس و برخی از افسرانش را تماشا کند.

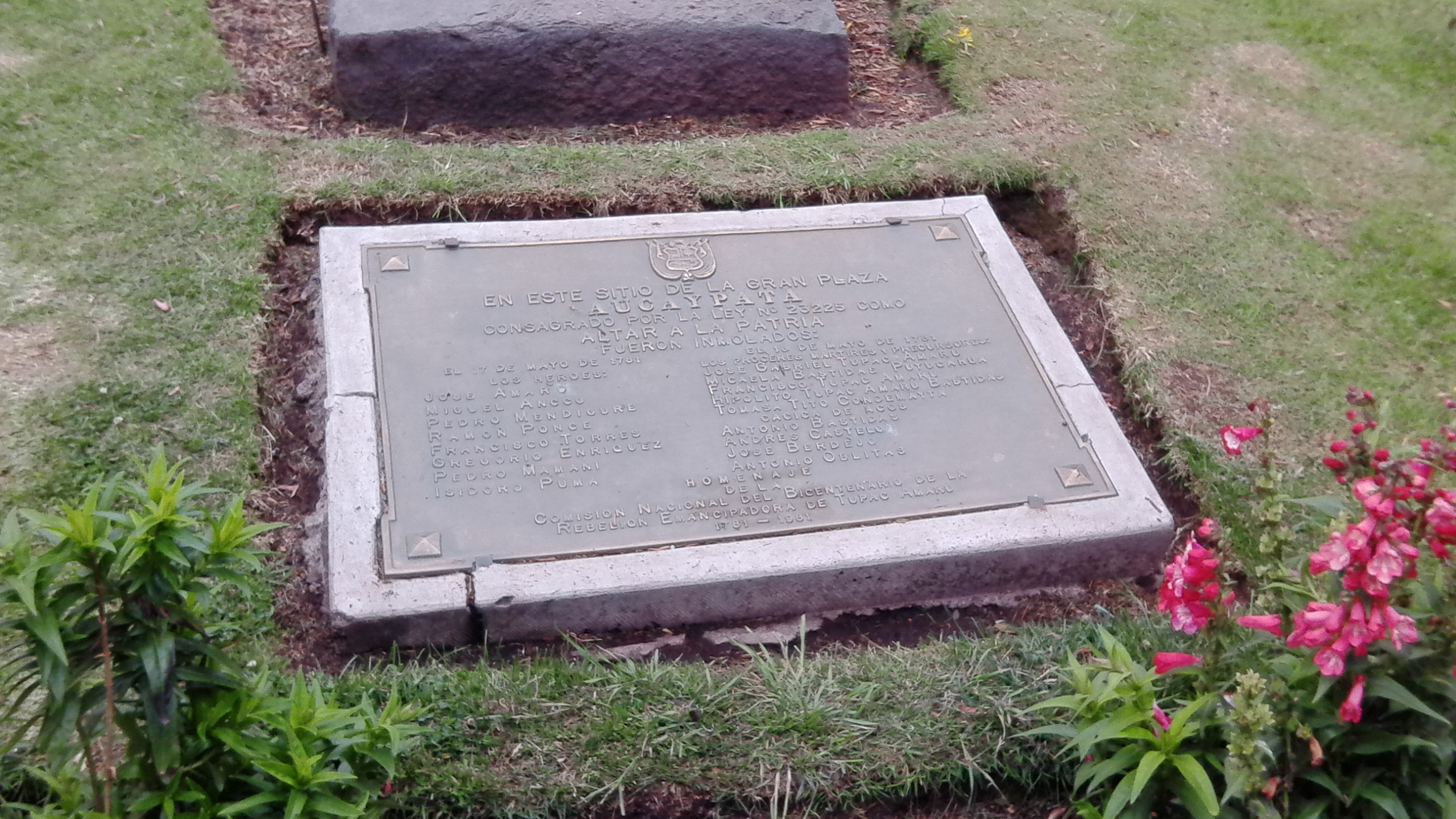
آرامگاه توپاک آماروی دوم، واقع در میدان دو آرماس در شهر کوسکو.

در ۱۸ مه ۱۷۸۱، آن‌ها را به میدان د آرماس در کوزکو بردند تا یکی یکی اعدام شوند. پسرش هیپولیتو را وقتی علیه اسپانیا صحبت کرد زبانش را قطع کردند و سپس او را به دار آویختند. میکائلا و خوزه گابریل را مجبور کردند شاهد مرگ پسرشان باشند، سپس میکائلا را وادار کردند تا در مقابل شوهر و پسرش فرناندو روی سکو اعدام بالا برود. میکائلا علیه اعدام کنندگان جنگید، تا اینکه سرانجام او را گرفتند و زبانش را قطع کردند. وقتی وینچ خفه‌کردن را به گردن او بستند گردن نازک او کوچک‌تر از حلقه آن بود؛ بنابراین ریسمانی را به دور گردن او انداختند و آن را از طرفین کشیدند تا او را خفه کنند. آنها او را با چوب زدند و سرانجام با ضرباتی در شکم و سینه او را کشتند.
پسر کوچک او، فرناندو ۱۰ ساله، اعدام نشد اما مجبور شد شاهد شکنجه و مرگ کل خانواده‌اش باشد و از زیر چوبه‌دار اعدام شدگان بگذرد. وی بعداً برای حبس ابد به آفریقا تبعید شد. با این حال کشتی که او را به آنجا می‌برد واژگون شد و به آنجا نرسید. در نهایت او را به شهر کادیس در اسپانیا بردند و در سیاه چال‌های شهر زندانی کردند. نایب السلطنه آگوستین دو ژائورگی پیشنهاد کرده بود او را در اسپانیا نگه دارند از ترس اینکه ممکن بود یک دشمن قدرتمند او را در راه آفریقا نجات دهد.
در زیر خلاصه‌ای از حکم رسمی قضایی صادر شده توسط مقامات اسپانیایی، که توپاک آماروی دوم را به شکنجه و مرگ محکوم کرد، آمده‌است. در حکم دستور داده شده که توپاک آماروی دوم پس از تماشای اعدام اعضای خانواده اش زبانش قطع گردد و دست و پایش … به چهار اسب که سپس بلافاصله به سمت چهار گوشه میدان رانده می‌شوند بسته شود … تا دست‌ها و پاها از بدنش بیرون کشیده شود. آنگاه تنه‌اش را به تپه مشرف به شهر می‌برند … تا در آنجا در آتش بسوزانند … سر توپاک آمارو به تینتا فرستاده می‌شود تا برای مدت سه روز در محل اجرای اعدام نمایش داده شود و سپس بر روی یک نیزه در ورودی اصلی شهر قرار دهند. یکی از بازوهای او به تونگاسوکا ارسال خواهد شد که او بومی آنجا بود، و بازوی دیگر به مرکز استان کارابایا فرستاده، به‌طور مشابه در آن مکان‌ها نمایش داده شود. پاهای وی به ترتیب به لیویتیتکا و سانتا روزاس در استان‌های چومبیویلکاس و لامپا ارسال شود.
در هنگام اجرای حکم پس از آنکه تکه‌تکه شدن توسط چهار اسب موفقیت‌آمیز نبود، بدن او را قطعه قطعه کردند و سپس او را در میدان اصلی کوزکو گردن زدند. در همان مکان که جدش توپاک آماروی اول سرش بریده شد.
دانشمندانی که این تلاش برای قطع دست و پای او را مطالعه کرده‌اند، به این نتیجه رسیدند که به دلیل ساخت فیزیکی و مقاومت توپاک آماروی دوم، تکه‌تکه کردن او از این طریق امکان‌پذیر نبود. با این حال، دست‌ها و ساق‌های او همراه با لگنش از جا دررفته بودند. حتی اگر آمارو از این اعدام جان سالم به درمی‌برد، عملاً معلول و ناتوان می‌شد.
علی‌رغم اعدام توپاک آمارو و خانواده‌اش، دولت نایب‌السلطنه نتوانست قیام را که تحت هدایت پسر عموی آمارو، دیگو کریستوبال توپاک آمارو، ادامه یافت، سرکوب کند. این قیام همزمان به پروی علیا و استان خوخوی امتداد یافت. به همین ترتیب، نارضایتی سلطنت اسپانیا نسبت به کریول‌ها، به‌ویژه در شورش اورورو مشهود بود. این دادخواست علیه خوان خوزه سگوویا متولد لیما و سرهنگ ایگناسیو فلورس متولد کیتو تشکیل شد که به عنوان رئیس‌جمهور کارکاس (بولیوی امروز) و فرماندار موقت لا پلاتا (Chuquisaca یا Charcas، سوکره فعلی) حکمرانی کرده بودند.

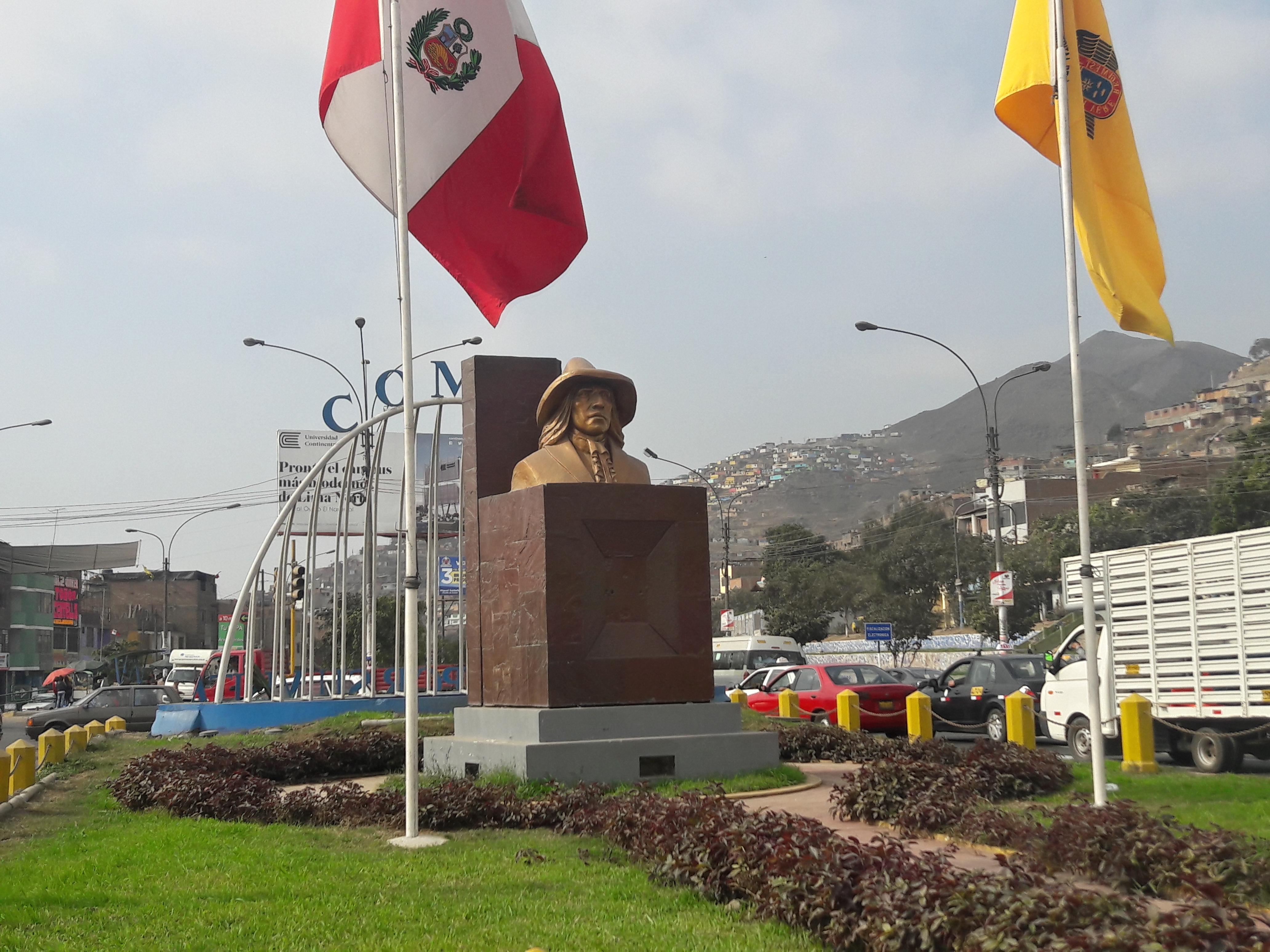
بنای یادبود توپاک آماروی دوم در منطقه کماس و ایندپنسیا، در شهر لیما.

## عواقب
هنگامی که شورش ادامه یافت، اسپانیایی‌ها بقیه اعضای خانواده آمارو را اعدام کردند، به جز پسر ۱۲ ساله‌اش فرناندو، که او نیز به مرگ محکوم شده بود. اما به جای آن او را به زندان ابد در اسپانیا فرستادند. مشخص نیست که آیا اعضای خانواده سلطنتی اینکا از این پاکسازی نهایی جان سالم به در بردند یا نه. اعضای بدن آمارو طبق دستور در شهرهای وفادار به او پخش شد و خانه‌هایش تخریب شد. محل‌های اقامت آنها با نمک پراکنده و مخروبه شد. اموال او مصادره شد، بستگان وی به عنوان افراد بدنام اعلام شدند و تمام اسناد مربوط به تبار او را سوزاندند.
در همان زمان، در ۱۸ مه ۱۷۸۱، لباس و سنت‌های فرهنگی اینکا و معرفی خود به عنوان یک «اینکا» غیرقانونی اعلام شد. این‌ها همراه با اقدامات دیگر، که برای تبدیل مردم اینکا به فرهنگ و خواست دولت اسپانیا بود، تا زمان استقلال پرو و اعلام آن به عنوان جمهوری ادامه یافت. با این حال، حتی پس از مرگ توپاک آمارو، شورشیان بومی هنوز بسیاری از مناطق جنوبی پرو، بولیوی و آرژانتین را تصرف کردند. همان‌طور که انقلابیون بومی شهرهای اسپانیا را تصرف کردند. در یک نمونه، ارتش بومی-آمریکایی تحت فرماندهی شورشیان، توپاک کاتاری، شهر لاپاز را به مدت ۱۰۹ روز درمحاصره گرفتند، تا اینکه نیروهای اعزامی از بوینس آیرس برای آزادی شهر وارد عمل شدند.

## پیامدها
شورش توپاک آماروی دوم موفقیت‌آمیز نبود، اما این اولین شورش گسترده در مستعمرات اسپانیا و شورشی بود که بسیاری از بومیان و مستیزوهای مناطق اطراف را الهام بخشید. این شورش در «پرو علیا» یا آنچه امروز بولیوی مدرن است، نمودهای مهمی به خود گرفت. از آن جمله منطقه جنوب و شرق دریاچه تیتیکاکا بود. در واقع توپاک آماروی دوم مردم بومی را تا حدی الهام بخشید که حتی سند رسمی که در آن محکومیت مرگ او نوشته شده بود نیز تحت تأثیر قرار گرفته بود. آنجا که می‌گوید «سرخپوستان در محل تیراندازی ما محکم ایستادند علیرغم آنکه از آن بسیار ترس داشتند» و اینکه با وجود اسارتشان، پیروانش در اعتقادات خود به جاودانگی و میراث او ثابت قدم ماندند.
این شورش به پرویی‌های بومی سطح جدیدی از روحیه و نوعی ملی‌گرایی بومی بخشید که دوباره ظهور خواهد کرد و آینده کشور را تغییر شکل خواهد داد. حالا آنها مایل بودند به هر کسی که با اسپانیایی‌ها مخالفت ورزد بپیوندند. در مقابل، کریاویوهای پرو محافظه‌کارترین مردم آمریکای جنوبی در جنبش استقلال‌طلبانه بودند زیرا بیم داشتند در صورت استقلال مورد رحمت بومیان قرار نگیرند. همچنین سایر کریاویوهای پرو مشاغل سودآوری مشترک با اسپانیایی‌ها داشتند و نمی‌خواستند در صورت وقوع انقلاب آن منافع را از دست بدهند. نتیجه آنکه در حالی‌که شورش توپاک آماروی دوم در دره ویلکانوتا ایجاد شد و در شهر کوزکو پایان یافت، اما میراث و ایدئولوژی آن در سراسر منطقه آند بازتاب یافت.

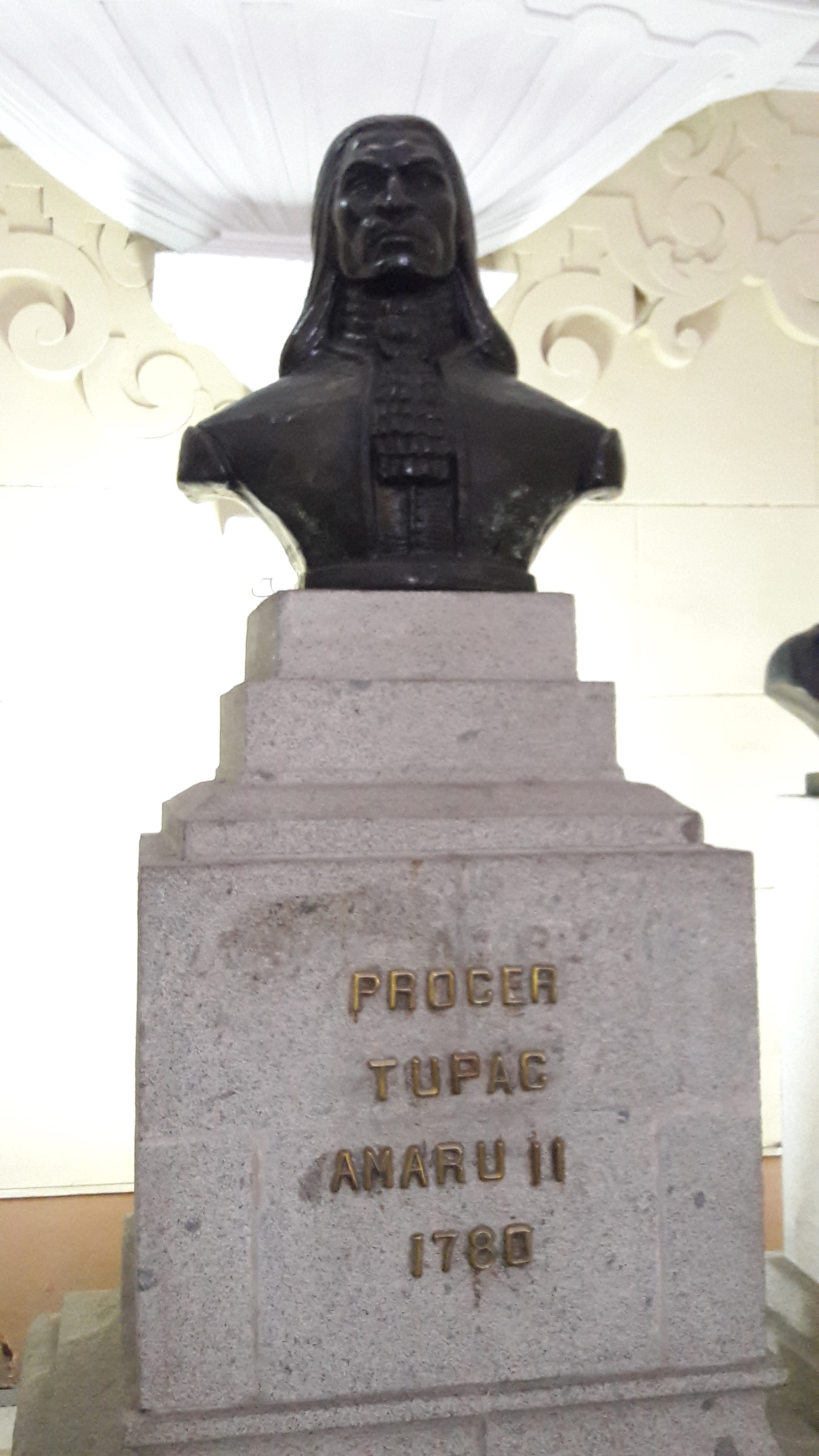
مجسمه‌ای از توپاک آماروی دوم در گورابه پانتئون د لوس پروسرز در لیما

## الهام و تداوم
شهرت توپاک آماروی دوم تا آن حد گسترش یافت که برای شورشیان بومی، در دشت‌های کاسانارا در منطقه گرانادای جدید، او به عنوان «پادشاه آمریکا» شناخته شد.
جنبش‌های بعدی نام توپاک آماروی دوم را برای جلب حمایت بومیان استناد می‌کردند. از آن جمله، فیلیپه ولاسکو توپاک آمارو اینکا یا فیلیپه ولاسکو توپاک اینکا یوپانکی بود که در سال ۱۷۸۳ می‌خواست در منطقه هواروچیری (لیما) قیام کند. شورش توپاک آماروی دوم در واقع آغاز جنگ استقلال پرو در تاریخ پرو بود.
این شورش بزرگ تأثیر شدیدی بر توطئه سه آنتونیو که در ۱ ژانویه ۱۷۸۱ در شیلی به وجود آمد ایجاد کرد. در اوج قیام. آنها با شنیدن خبر پیشرفت‌های توپاک آماروی دوم درمستعمره پرو تشویق شدند.

### قرن بیستم و بیست و یکم
در پرو، دولت ژنرال خوان ولاسکو آلوارادو (۱۹۷۵–۱۹۶۸) به‌طور رسمی از پیکره توپاک آماروی دوم به عنوان نمادی از Gobierno Revolucionario de la Fuerza Armada (دولت انقلابی نیروهای مسلح) که وی ریاست آن را بر عهده داشت، استقبال کرد. تا به امروز، این تنها دولت با ایدئولوژی چپ در تاریخ پرو بود و او را به عنوان یک قهرمان ملی شناخت. در سال ۱۹۶۸، که از بدو استقلال یک امر جدید بود، نماد توپاک آماروی دوم توسط آموزش و تاریخ‌نگاری رسمی پرو حمل شد.به احترام وی یکی از اتاق‌های اصلی کاخ دولت به نام وی نامگذاری شد. آن اتاق تا آن زمان اتاق فرانسیسکو پیزارو بود و سپس عکس او با عکس شورشی بومی جایگزین شد.

## میراث

### در پرو
- در دولت خوان ولاسکو آلوارادو (۱۹۸۰–۱۹۶۸)، توپاک آمارو توسط رهبران ارتش به عنوان سمبلی برای آرمان‌های انقلاب پرو انتخاب شد.
- جنبش انقلابی توپاک آمارو (MRTA) یک گروه شورشی مارکسیست-لنینیست پرو است، که به دلیل نقشش در بحران گروگانگیری در سفارت ژاپن در سراسر جهان شناخته شد.
- کتاب فیلیپ مینز، "شورش توپاک-آماروی دوم، ۱۷۸۱–۱۷۸۰". مربوط به بررسی تاریخی اسپانیایی آمریکایی (۱۹۱۹)[۳۴]

### در داستان‌ها و رمان‌ها
در کتاب طلای اینکا، ساخته کلیو کاسلر، یکی از شرورهای اصلی خود را توپاک آمارو نامید و ادعا کرد که از فرزندان توپاک آمارو واقعی است.
در ابتدای «کتاب پوست انسان»، مرگ توپاک آماروی دوم شرح داده شده‌است و نقش اصلی را در طرح دارد.

## در ترانه‌ها و موسیقی
- توپاک آمارو، پوئم سمفونیک از آلفردو دل موناکو آهنگساز ونزوئلایی، که اولین بار در سال ۱۹۷۷ به اجرا درآمد، در جشنواره‌های بین‌المللی متعددی اجرا شده‌است.[۳۷]
- توپاک آمارو، سمفونی شماره ۵ توسط آهنگساز پرو، آرماندو گووارا اوچوآ.[۳۸]
- آهنگ "Águila de thunder -part II" از آلبوم کامی‌کازه ساخته لوئیس آلبرتو اسپینتا با الهام از توپاک آماروی دوم ساخته شده‌است.[۳۹]

### در جهان
- توپاماروها (که همچنین به عنوان جنبش آزادیبخش ملی شناخته می‌شود)، نام غیررسمی یک سازمان چریک شهری بود که در دهه ۱۹۶۰ و اوایل دهه ۱۹۷۰ در اروگوئه فعال بود. برگزیدن این نام همچنین تأثیرپذیری مستقیم از توپاک آماروی دوم و ایده‌آل‌های او بود.[۴۰][۴۱]
- گروه چریکی پرو، جنبش انقلابی توپاک آمارو
- حزب سیاسی مارکسیست ونزوئلا، توپامارو.[۴۲]
- خواننده موسیقی هیپ_هاپ آمریکایی، توپاک شکور (2Pac)، نام خود را از او گرفت.[۴۳]
- گروه موسیقی رگی لهستانی NDK در یکی از ترانه‌های خود از مرگ توپاک آماروی دوم به عنوان نمونه‌ای از ظلم کاتولیک نام می‌برد.
- عملیات توپاک توسط پاکستان علیه کشمیر تحت مدیریت هند آغاز شد.[۴۴]
- شاعر شیلیایی، پابلو نرودا شعری در مورد توپاک آماروی دوم نوشت، با عنوان "توپاک آمارو (۱۷۸۱)". این شعر را می‌توان در Canto General یافت.[۴۵]
- نوازنده موسیقی جاز آرژانتینی گاتو باربیری آلبوم فنیکس خود را با ترانه‌ای با عنوان «توپاک آمارو» آغاز می‌کند.[۴۶]